# بیچ گروو (ویرجینیای غربی)
بیچ گروو (به انگلیسی: Beech Grove) یک منطقهٔ مسکونی در ایالات متحده آمریکا است که در شهرستان ریچی، ویرجینیای غربی واقع شده‌است. بیچ گروو ۲۵۳٫۹ متر بالاتر از سطح دریا واقع شده‌است.